# Creed Live
Creed Live é o primeiro filme de um show lançado pela banda de rock estadunidense Creed, gravado em 25 de setembro de 2009 em Houston e lançado em 8 de dezembro de 2009.

## História
Creed Live foi filmado com 239 câmeras de alta definição. Creed Live foi premiado com 4 citações no Guinness Book of World Records, incluindo "o maior números de camêras para filmar um concerto". Gravado em 25 de setembro de 2009, no Pavilhão Cynthia Woods Mitchell, em Houston, Texas, 17.000 pessoas assistiram à gravação do DVD. Foram gravados os maiores sucessos do Creed como "Higher" e "My Sacrifice" depois de quase uma década longe dos palcos, sendo essa umas das melhores apresentações da banda.

## Vendas e repercussão
Após uma longa pausa em sua atividade, ocorrido entre os anos de 2004 e 2009, a banda Creed ressurgiu com o álbum Full Circle, uma grande turnê e em seguida seu primeiro DVD ao vivo. Vale salientar ainda que, da longa pausa, comentada acima, nasceram o grupo Alter Bridge (Tremonti, Phillips e Marshall + Myles Kennedy) e o álbum The Great Divide da carreira solo de Scott Stapp. O grande sucesso DVD Creed Live fez vender 300.000 cópias em apenas 1 semana do Full Circle, 2º lugar no top 200 da Billboard. No DVD estão incluídos o video Overcome, bastidores e muito mais. Foi produzido pela Rockpit.

## Comentários dos integrantes sobre o DVD
"Eu acho que é assim que nós somos. Apesar de tudo de ruim que já se passou em nossas vidas, nós vimos a luz no fim do túnel; nunca deixamos a esperança de lado, e sabíamos que havia um jeito de sair de onde estávamos", comenta Mark Tremonti sobre a opinião da mídia sobre os tons de melancolia e pitadas de esperança que envolvem as músicas do grupo.
"...todos cometem erros... É raro se ter uma segunda chance na vida para causar uma boa primeira impressão... Isso foi grande desafio mas valeu a pena", Scott Stapp.

## Faixas
1. "Bullets"
2. "Overcome"
3. "My Own Prison"
4. "Say I"
5. "Never Die"
6. "Torn"
7. "A Thousand Faces"
8. "What If"
9. "Unforgiven"
10. "Are You Ready?"
11. "What´s This Life For"
12. "Faceless Man"
13. "With Arms Wide Open"
14. "My Sacrifice"
15. "One"
16. "One Last Breath"
17. "Higher"